# Бакланська сотня
Бакланська сотня — територіально-адміністративна і військова одиниця Стародубського полку Гетьманщини в 1649—1782 pp.

## Історія
Утворена 1672 р. рішенням гетьмана І. Самойловича у складі Стародубського полку у процесі реформування ним адмінустрою Лівобережної України. Сформована з населених пунктів Погарської, Почепської та Стародубської сотень. Весь час існування знаходилась у Стародубському полку. Ліквідована 1782 p., а її територія включена до Новгород-Сіверського намісництва.
Сотенний центр: містечко Баклан, нині у складі Брянської області Російської Федерації.

## Старшина

### СОТНИКИ
Мирський Михайло (1672). Богданович Андрій (1676). Ширай Терентій Гаврилович (1676—1696). Гудович Павло (1697—1700). Мовчан Іван Мусійович (1701—1706). Готовець Лука Григорович (1706, н.). Пучковський Степан (1706, н.). Половинка Григорій Тимофійович (1707, н.). Гудович Андрій Павлович (1709). Галецький Леонтій Якович (1709—1710). Соколовський Антип (1710—1727).Єсикорський Петро (1717; 1725 н.). Гарявський [Вавровський] Василь (1717; 1720; 1723; 1724; 1725 н.). Косач Василь (1725, н.). Григорій Власович (1725, н.). Галецький Леонтій Якович (1727—1728). Кибальчич Тарас (1729, н.). Ширяй Іван (1729, н.; 1730—1731). Косач Василь Петрович (1732—1756). Соколовський Андрій (1735, н.). Сорока Леонтій (1737—1738, н.). Губчиць Михайло Васильович (1756—1765). Лишень Петро (1756, н.). Косач Григорій (1766—1767). Ніздря Микола (1774—1782).

### ОТАМАНИ
Ширай Гаврило Овдійович, Григорович Опанас (?-1676-?), Андрійович Семен (?-1682-?), Андрійович Василь (?-1683.12.-1687.03.-?), Лобко Опанас (?-1691.03.-1696.03.-?), Степанович Леонтій (?-1701.12.-1702.06.-?), Готовець Лука Григорович (?-1704.03.-1707.12.-?), Тимофійович Григорій (1707, нак.), Половинка Григорій (?-1710.12.-?), Полтава Корній (?-1711.04.-05.-?), 
Лобан Яків (1712, нак.; повн. 1713.03.-1717.03.-?), 
Половинка Григорій (1715, 1716, нак.), 
Готовець Михайло (1715, нак.), 
Стасенко Васько (1716, нак.), 
Грабський Семен (1716, нак.), 
Готовець Михайло (1717-1725.05.-?), 
Уласович (Власов) Григорій (1721, нак.), 
Ширяй Іван Опанасович (1727.08.-1761. 12.), 
Готовець Григорій (1753, нак.), 
Ширяй Андрій Іванович (1761-1769), 
Вальковський Осип Кирилович (1769-1781-7).

### ПИСАРІ
Боршковський Гаврило Осипович (?-1676-?), 
Тимофійович Іван (?-1682-?), 
Грабський Остафій (?-1687.03.-?), 
Уласович Григорій (?-1716-?), 
Клопотовський Леонтій (?-1719-1721.06.), 
Точицький Захар (1721.07.-?), 
Варявський Василь (?-1722-?), 
Уласович Григорій (?-1725.02.-?), 
Рутинський Яків (?-1730-?), 
Уласович Григорій (?-1732.09.-?), 
Подольський Михайло (1736-1761), 
Клопотовський Артем Леонтійович (1761-1768.02.-?), 
Ноздря Семен (1779-1781-?).

### ОСАВУЛИ
Ширяй Терех Гаврилович (?-1676.02.-?), 
Богданів Андрій (?-1676.08.-?), 
Михайлович Ясько (?-1682.06.-1695.05.-?), 
Готовець Григорій (?-1738.01.-1751. 05.-?), 
Туровський Степан (?-1760.12.-1761.12.-?), 
Сердюк Павло (?-1767-?).

### ХОРУНЖІ
Степанович Микита (?-1676.02.-?), 
Степанович Леонтій (?-1676.08.-?), 
Степанів Лесько (?-1682.06.-1695.05.-?), 
Бурий Василь (?-1736.03.-1738.05.-?), 
Златковський-Бурий Клим (?-1740.01.-1756.07.-?), 
Вальковський Осип Кирилович (1763-1769). 

## Населені пункти
Аксаки(*), слобідка; Андріївка, слобідка; Баклан, містечко; Баликине, село; Балки, село; Березівка, село; Біляни, село; Борщів, село; Бучки, село; Войтенки, село; Вормине, село; Вранці, село; В'язівське, село; В'ялки, село; Горяни, село; Гудів, слобода; Душатин, село; Дягів, село; Жигалки, село; Жудилове, село; Жуків, село; Журавлів, село; Івайтенки, село; Карбовщина, село; Ковалів, село; Ковиленка, слобода; Кожем'яки, село; Козилівка, село; Комарівський хутір; Коростилів, село; Косичі, село; Котляків, село; Лапин, село; Ліски, слобода; Лубенки, село; Мале Старосілля, село; Машкове, село; Михайлівське, село; Михнівка, село; Нелжичі, село; Нове Задубення, село; Плівки, село; Погар, місто; Подзаричі, село; Прирубки, село; Пукосин, село; Рожки, село; Розрита слобода; Рудня, село; Савостяни, село; Сибеки, село; Старе Задубення, село; Старосілля, село; Суворів, село; Товпазин [Толбазин], село; Тубальці, село; Улазовичі, село; Храпівка, село; Чорнобабки, село; Шалудьки, село; Шаршевичі [Ширшавичі], село; Шираївка, слобода; Шираївка, хутір; Шняки, село; Щокотів, село; Юрків, село.
В Рум'янцевському описі Лівобережжя до Бакланської сотні включено також такі населені пункти: села - Борзине, Бурчак, Дарців, Коровлів, Михальчин, Укосин, Пучківка, Розсуха, Татищеве, Урянці, Хрулівка, Чауси, Юдинів; слобода Калівці; хутори - Анна, Бурівка, Гамаліївка, Дринівка, Поденівський та Щербаківський.
(*) Підкреслено населені пункти, які в описі 1765-1769 pp. значаться за іншими сотнями або взагалі відсутні.